# Anthony Albanese
Anthony Norman Albanese (Sydney, 2. ožujka 1963.) australski je političar i trenutni premijer Australije od 2022. godine. Čelnik je Laburističke stranke (ALP) od 2019. i član parlamenta (MP) za Grayndler okrug Novog Južnog Walesa od 1996. godine. Bio je na raznim ministarskim položajima od 2007. do 2013. u vladama Kevina Rudda i Julije Gillard.
Albanese je rođen u Sydneyu od oca Talijana i majke irsko-australskog porijekla, koja ga je odgojila kao samohrani roditelj. Albanese je pohađao koledž Saint Mary's Cathedral i studirao ekonomiju na Sveučilištu u Sydneyu. Kao student pridružio se Laburističkoj stranci, a kasnije je radio kao stranački dužnosnik i istraživač prije nego što je ušao u Parlament.